# ذبابة إسبانية
الذبابة الإسبانية أو الذُّرْنُوحَةُ المُنَقّطَة (الاسم العلمي:Lytta vesicatoria)، هي خنفساء خضراء زمردية نحيلة وذات قشرة ذهبية متلألئة، وتعتبر واحدة من الخنافس البثرية يبلغ عرضها حوالي 5 مم (0.20 بوصة) وبطول 20 مم (0.79 بوصة) من فصيلة النافطيات، الحشرة تعد مصدرًا للكانثاريدين، وهو عقار أُشيع أنه مثير للشهوة الجنسية، لكنه مادة سامة تسبب الحكّة والالتهابات. يطلق بعض المرات على (الذُّرْنُوحَةُ المُنَقِّطَة) أسم خنفساء اللون الأخضر (الذُّرَاح) على الرغم من ان الذُّرَاح من عائلة غير ذات صلة، من فصيلة خنافس المعسكرات بالإنجليزية (cantharidae).

## الموطن البيئي
الذبابة الإسبانية هي من الأنواع الأوروبية الجنوبية بشكل أساسي على الرغم من أن نطاق موائلها يوصف بشكل أكثر كأنه «في جميع أنحاء جنوب أوروبا وشرقا إلى آسيا الوسطى وسيبيريا»، وبالتناوب من ذلك في جميع أنحاء أوروبا، وأجزاء من شمال وجنوب آسيا (باستثناء الصين).كما يقع محليا في جنوب بريطانيا العظمى وبولندا
تتغذى الخنافس البالغة في المقام الأول على أوراق الرماد، أوراق الليلك، والياسم، وتمتص العسل، وشجرة الصفصاف البيضاء، في بعض الأحيان على البرقوق، والورد، والدردار.

## دورة الحياة
المادة الكيميائية الكانتهاريدية الدفاعية التي يعرف عنها الخنفساء تنتج فقط من الذكور؛ الإناث تحصل عليه من الذكور أثناء التزاوج كما يحتوي على (مِحْفَظَةٌ مَنَوِيَّة)، قد تكون هذه هدية عرس، مما يزيد من قيمة التزاوج للإناث، وبالتالي يزيد من القدرة التناسلية للذكور.
تضع الأنثى بيضها المخصب على الأرض بالقرب من عش النحل المنفرد. اليرقات نشطة للغاية بمجرد أن تفقس. وهم يتسلقون نباتًا مزهرًا وينتظرون وصول نحلة منفردة. ويعلقون أنفسهم على النحلة باستخدام مخالب ثلاثة على أرجلهم، تنقل النحلة اليرقات إلى عشها، حيث تتغذى على يرقات النحل والمواد الغذائية للنحل. وهكذا تكون اليرقات في مكان ما بين الحيوانات المفترسة والطفيليات. تنسلخ اليرقات النشيطة إلى يرقات شبيهة بالجربديات مختلفة جدا عن الأعميتين المتبقيتين أو أكثر، في نمط تطور يسمى التطور الزائد (Hypermetamorphosis)، ثم يخرج الكبار من عش النحل ويطيرون إلى النباتات الخشبية التي يتغذون عليها.

## الكانْثاريدين أو الذراح

تركيب الكانْثاريدين الكيميائي

تم عزل كانثريدين، وهو المكون النشط الرئيسي في المُسْتَحْضَراتُ للذباب الإسباني، لأول مرة في عام 1810 من قبل الكيميائي الفرنسي بيير روبكويت ، الذي أثبت أنه العامل الرئيسي المسؤول عن الخصائص القوية القوية لطلاء البويضات لهذه الحشرات. وقد تم التأكيد في ذلك الوقت على أنها سامة مثل أكثر السموم عنفاً التي كانت معروفة آنذاك، مثل الإستركنين.
وقد تم تقدير العامل النشط في حوالي 0.2-0.7 ملغ لكل خنفساء، والذكور تنتج أكثر بكثير من الإناث. تفرز الخنفساء العامل عن طريق الفم، وتنضح من مفاصله كسائل حليبي. لقد تم معرفة فاعلية أنواع الحشرات مُنَفِّط (مادة كيميائية تحدث نُفَاطة جلدية) منذ العصور القديمة واستخدم العامل النشط بطرق مختلفة. وقد أدى ذلك إلى إعدادها التجاري الصغير الحجم وبيعها، في شكل مسحوق يعرف باسم الذراح، تم الحصول عليها من الخنافس المجففة والأرضية. المسحوق هو من اللون البني الأصفر إلى اللون البني إلى بني الزيتون مع انعكاسات مُتَقَزِّحَة اللون، له رائحة كريهة، ومر الطعم. الذراح، العامل النشط، هو (تريبونايد (مركب كيميائي)، وينتج عن طريق بعض الحشرات الأخرى، مثل حشرة (Epicauta immaculata)
الرذاح مادة سامة بشكل خطير، حيث تقوم بتثبيط إنزيم الفوسفاتيز 2A. والذي يسبب تهيج، تقرحات، نزيف وانزعاج. يمكن أن تتصاعد هذه التأثيرات إلى تآكل ونزيف الغشاء المخاطي في كل نظام، ويتبعه أحيانًا نزيف حاد في المعدة والأمعاء ونخر أنبوبي حاد وتدمير كبيبي، مما يؤدي إلى اختلال وظائف الجهاز الهضمي والكلى، وفشل الأجهزة الحيوية، والموت.
وقد أقحمت مستحضرات من الذبابة الإسبانية وعاملها النشط في تسممات غير متعمدة وأخرى متعمدة. وتشير ملاحظات (فروبرج)إلى حالة القتل العمد في عام 1954 حيث كان يُدار الكانتاريدين في حلوى بنكهة جوز الهند كمنشط جنسي معد له، مما أسفر عن مرض وموت في النهاية لامرأتان (عُرِفَت بعد الوفاة) ، وفي تبثر الوجه الجسدي وتمت الإدانة الجنائية للجاني.

## في الطهي
في المغرب وأجزاء أخرى من شمال أفريقيا ، تتضمن خلطات التوابل المعروفة باسم رأس الحانوت في بعض الأحيان كمكون فرعي «خنافس معدنية خضراء»، استنتجت أنها كانثريدين من الذبابة الإسبانية، على الرغم من حظر بيع هذا في أسواق التوابل المغربية في التسعينيات. الداوامسك، هو عبارة عن مربى مشهور مصنوع في شمال أفريقيا ويحتوي على حشيشة، معجون اللوز، والفستق الحلبي، والسكر، وقشر البرتقال أو التمر الهندي، والقرنفل، وغيرها من التوابل المختلفة، ومن حين لآخر الذراح.

## إستخدامات أخرى
في الصين القديمة، كانت الخنافس مختلطة بفضلات الإنسان، والزرنيخ، والوللإسبان (نبات أصفر الزهر) لتصنع أول قنبلة نتن أو قنبلة الرائحة الكريهة مسجلة في العالم.

## حالات جديرة بالذكر
من المحتمل أنه تم تسميم الزعيم الفنزويلي سيمون بوليفار بطريق الخطأ بالذبابة الإسبانية.
أدين آرثر كندريك فورد حكم عليه بالسجن لمدة عامين في عام 1954 بسبب الوفاة غير المقصودة لامرأتين أعطيتا خلسة من الحلوى المسممة بالكانثاريدين، والتي كانت تهدف إلى العمل كمنشط جنسي.